# Impacto ambiental de la basura
Los desechos sólidos abandonados constituyen una molestia pública. Es un reto ya que afectan directamente la salud humana, los medios de subsistencia, el medio ambiente en general y la prosperidad. La incorrecta gestión de estos genera obstrucción los desagües y drenajes abiertos; invade los caminos, resta estética al panorama, y emiten olores desagradables y polvos irritantes. Por esta razón, es un problema que concierne a todos los habitantes del planeta. 
Generalmente, un proyecto para desechos sólidos incluirá el mejoramiento de su recolección, disminuyendo de esta manera la cantidad de desechos abandonados. Sin embargo, si un proyecto no es diseñado apropiadamente para adecuarse a las necesidades y patrones de comportamiento de los residentes locales, puede resultar en mayores impactos relacionados con los desperdicios abandonados.
La salud pública puede ser afectada cuando los desechos sólidos no son correctamente contenidos y recolectados en los ambientes vital y de trabajo. Es más, existe un contacto directo cuando carecen de una inadecuada protección los trabajadores de recolección y eliminación (p.ej. guantes, botas, uniformes e instalaciones de mudanza y limpieza). Como resultado, el diseño de un proyecto de desechos sólidos necesita considerar los costos económicos de la contención de la basura y protección de los trabajadores, relativas a los potenciales impactos en la salud pública, a fin de obtener un nivel apropiado de diseño.
Según investigaciones, la gestión sustentable de los recursos es una opcion más económica para los países ya que el costo de contrarrestar el impacto que genera tanto en la salud como en el medio ambiente la incorregara eliminación o no recoger bien los desechos, es mucho mayor. Por esta razón, el Banco Mundial ha invertido más de 4700 millones de dólares para programas de gestión de desechos sólidos en distintos países desde el año 2000.El consumo responsable y la gestión de residuos emergen como pilares fundamentales para abordar desafíos ambientales cruciales. Este tema no solo refleja la necesidad imperante de transformar los patrones de consumo, sino que también destaca la urgencia de repensar y fortalecer las prácticas de gestión de residuos en el país. La interconexión entre estas dos esferas revela una problemática residual que requiere un análisis detenido para comprender la dinámica entre las decisiones individuales de consumo y la infraestructura necesaria para gestionar los residuos generados.

## Proyectos de recolección y eliminación de basura
Los objetivos globales de los proyectos de recolección y eliminación de basura son:
- Proporcionar a la comunidad, un ambiente sano, libre de gérmenes, desechos y vectores, un escenario paisajístico agradable y habitacional.
- Proporcionar una recolección apropiada y eficiente de los desechos sólidos en el medio urbano.
- Brindar un transporte efectivo y económico de los mismos hasta las instalaciones de descarga.
- Proporcionar una eliminación ecológicamente segura, técnicamente práctica y de bajo costo.
- Fortalecer las instituciones en su aspecto técnico y financiero, a fin de asegurar su operación y mantenimiento costo-efectivo de los sistemas de desechos sólidos a largo plazo.

Desechos sólidos incluidos:
- Barreduras de la calle (incluyendo animales muertos)
- Lodo extraído de los tanques sépticos y sumideros, pero no el lodo proveniente de las plantas de tratamiento de aguas servidas
- Basura reunida de establecimientos residenciales, empresas comerciales, e instituciones
- Desechos farmacéuticos y quirúrgicos provenientes de clínicas médicas y hospitales
- Basura y desechos de procesamiento de las industrias
- Desechos industriales residuos tóxicos

La composición de los desechos varía de un país a otro y de una cultura a otra. Pueden contener materia orgánica putrescible (p.e. desechos de la cocina y mercado, materia fecal, aguas negras sépticas); materia orgánica combustible (p.e. papel, textiles, y hueso); y plásticos, metales, vidrio, aceite, grasa y materiales inertes (p.e. suelo y ceniza). Los desechos sólidos pueden además contener microorganismos patógenos
Los proyectos típicos en esta categoría incluyen:
- Vehículos recolectores de basura para los municipios (muchos)
- Estaciones y camiones de transferencia para mejorar el nivel del servicio y disminuir el costo de recolección y transporte
- Vehículos recolectores del lodo séptico y sistemas especiales de tratamiento y eliminación
- Equipo de taller e instalaciones para un mejor mantenimiento y reparación del parque recolector del municipio
- Tapado de los basureros abiertos no sanitarios
- Eliminación de basura en un botadero sanitario
- Recuperación de recursos mediante la producción de abono
- Pruebas piloto para métodos alternativos de recolección de basuras en zonas marginales con residentes de bajos ingresos y condiciones de difícil acceso
- Asistencia técnica en la planificación de rutas y métodos de recolección
- Asistencia técnica en el diseño y operación de los sistemas de eliminación
- Fortalecimiento institucional y financiero de los organismos autorizados para brindar servicios municipales de manejo de desechos sólidos

En el futuro, debido a la necesidad de disminuir la cantidad de desechos sólidos municipales y aumentar la recuperación de sus respectivos recursos, es aconsejable analizar técnicamente y prever incentivos políticos, a fin de:
- Incrementar la segregación de materiales secundarios en la fuente y su recirculación
- Incentivar pruebas piloto para métodos alternativos de recuperación de recursos
- Fomentar la recirculación de basuras municipales e instalaciones de recuperación de recursos
- Promover el intercambio de desechos industriales a fin de aumentar su recuperación y minimización de la basura

Es más, debido al crecimiento industrial en algunos países en desarrollo, se espera que futuros proyectos incluyan cada vez más instalaciones especiales para el manejo y eliminación de desechos potencialmente peligrosos. Ver Manejo de Peligros Industriales.

## Impactos ambientales potenciales

### Impactos en forma de molestias públicas
Los residuos que son recogidos en los vertederos. al pasar un tiempo, se pudren y comienzan a generar malos olores, lo que causa contaminación en el aire de la misma área y los alrededores. De igual forma, desechos inorgánicos como latas, papel, plástico, y orgánicos como huesos de animales, cáscaras de fruta o verdura, etc. son arrojados al aire libre, lo que también genera contaminación no solamente del aire, sino también atraen animales y obstruyen desagües y drenajes abiertos. Esto sin contar la reducción de la estética del panorama en general.
Otra forma en la que estos residuos contaminan el medio ambiente es cuando es quemada ya sea por personas al aire libre o en incineradores. Esto último debido a que la gestión, hasta el día de hoy, parece concentrarse solamente en eliminar los residuos de la vista pública en vez de deshacerse de ellos propiamente

### Impactos en la salud pública
La salud pública puede ser afectada cuando los desechos sólidos no son correctamente contenidos y recolectados en los ambientes vital y de trabajo. Es más, existe un contacto directo cuando carecen de una inadecuada protección los trabajadores de recolección y eliminación (p.ej. guantes, botas, uniformes e instalaciones de mudanza y limpieza). Como resultado, el diseño de un proyecto de desechos sólidos necesita considerar los costos económicos de la contención de la basura y protección de los trabajadores, relativas a los potenciales impactos en la salud pública, a fin de obtener un nivel apropiado de diseño.
También puede afectar a la salud pública la incorrecta eliminación de los desechos sólidos en un botadero abierto. Aunque varios proyectos de desechos sólidos han contemplado el cerrado de botaderos abiertos e implementación de prácticas alternativas de eliminación sanitaria, pocos proyectos han tenido éxito en implementar este componente del proyecto debido a problemas en la adquisición de tierras y financiación local, así como presiones para la recirculación por parte del sector informal.
Un botadero abierto facilita el acceso a los desechos por parte de animales domésticos como perros, gatosm roedores e insectos y, subsecuentemente, la potencial diseminación de enfermedades y contaminantes químicos a través de la cadena alimenticia.
Entre las efermedades que puede causar el acumulamiento de desechos son problemas intestinales, gástricos, parásitos, respiratorios y dermatológicos.
relacionado con los problemas respiratorios, el polvo llevado desde un botadero abierto por el viento, puede portar agentes patógenos y materiales peligrosos son causas importantes de estos. Los gases generados durante la biodegradación en un botadero abierto (y en menor grado, en un relleno sanitario) los cuales pueden incluir gases orgánicos volátiles, tóxicos y potencialmente cancerígenos (p.ej., bencina y cloruro vinílico), así como subproductos típicos de la biodegradación (p.ej., metano, sulfuro de hidrógeno, y bióxido de carbono). El humo generado de la quema de basura en botaderos abiertos también constituye un importante irritante respiratorio y puede hacer que las poblaciones afectadas tengan mucho más susceptibilidad a las enfermedades respiratorias.

## Impactos directos
Normalmente, los daños ambientales debidos a la eliminación de desechos sólidos pueden incluir la contaminación de la calidad del suelo, de las aguas subterráneas y superficiales, y del aire. Resultan impactos adversos de la ubicación incorrecta, diseño inadecuado o mala operación. Por ejemplo, el agua que se rezuma de los desechos sólidos, contiene partículas finas y microorganismos que pueden ser filtrados por la matriz del suelo. El zumo también contiene sólidos disueltos, capaces de ser atenuados por el suelo mediante mecanismos de precipitación, adsorción, o intercambio de iones. Bajo condiciones hidrológicas favorables, la filtración contaminada (también denominada lixiviación) de los desechos sólidos puede pasar a través del suelo no saturado que se halla debajo del depósito, y entrar en las aguas subterráneas.
El agua superficial puede ser contaminada al recibir el agua subterránea contaminada, o por el aflujo superficial directamente del depósito de desechos sólidos. Las fuentes de degradación de la calidad del aire incluyen el humo proveniente de la quema abierta, polvo de una inadecuada contención, recolección, y descarga al aire libre; y gases generados por la descomposición de desechos en un botadero abierto o relleno sanitario.

## Problemas con los recursos naturales

### Tierra
La contaminación más obvia es de la tierra es ocasionada por el esparcimiento de la basura por acción del viento y descarga clandestina en áreas abiertas y al lado de los caminos. Esta contaminación ocasiona un impacto estético, que puede resultar en una disminución del orgullo cívico y pérdida del valor de la propiedad.
Normalmente, el suelo que subyace los desechos sólidos depositados en un botadero abierto o relleno sanitario, es contaminado con microorganismos patógenos, metales pesados, sales e hidrocarburos clorinados, contenidos en el zumo de los desechos. El grado en que el suelo atenúa tales contaminantes dependerá de su porosidad, capacidad de intercambio de iones, y habilidad para adsorber y precipitar los sólidos disueltos. Es más, no todos los contaminantes pueden ser atenuados por el suelo. Por ejemplo, tales aniones como cloruro y nitrato, pasan fácilmente a través de la mayoría de los suelos sin atenuación. Es más probable que los suelos arcillosos y con humus, atenúen los contaminantes, antes que los suelos arenosos, de sedimento y lastre. Si la filtración continúa luego de que los suelos subyacentes hayan llegado a su máxima capacidad para atenuar los contaminantes, estos pueden ser liberados en el agua subterránea.
Cuando los desechos sólidos son procesados para abono, el producto resultante puede aplicarse a tierras agrícolas, bosques o jardines caseros. Según la concentración de sustancias químicas potencialmente peligrosas en el abono y la cantidad aplicada a la tierra, el suelo puede ser contaminado y las plantas a su vez pueden absorber los químicos tóxicos. Algunas sustancias permanecen en la matriz del suelo y se acumulan hasta niveles fitotóxicos luego de aplicaciones repetidas del abono.

### Agua
Mediante la acción de la biodegradación y de los mecanismos de oxidación / reducción química, sobre los desechos sólidos depositados, los subproductos disueltos de la descomposición son atraídos a las aguas intersticiales en la masa de basura. Con el tiempo, ésta se descompone en partículas más pequeñas y se consolida bajo su propio peso, liberando así las aguas intersticiales contaminadas.
Tanto las aguas intersticiales como cualquier agua de filtración contaminada por los subproductos de la descomposición, pueden rezumarse en el agua subterránea bajo ciertas condiciones hidrometeorologicas(saturación de la basura al punto de capacidad de campo y condiciones de permeabilidad del suelo subyacente a los desechos, así como otras conexiones hidrológicas como fracturas en la piedra, y revestimientos y sellos inadecuados en pozos).
El agua superficial puede ser contaminada al recibir el aflujo de las aguas subterráneas o superficiales, contaminadas con la lixiviación proveniente de las áreas de relleno. En caso que los desechos sólidos sean colocados en un relleno sanitario diseñado para posibilitar la recolección y el tratamiento de la lixiviación, puede existir un impacto sobre la calidad del agua, atribuible a la descarga de la lixiviación tratada, en las aguas superficiales receptoras. Los potenciales impactos de un diseño inadecuado del tratamiento de la lixiviación, falla operacional y desvió, son iguales a los analizados para el tratamiento de las aguas servidas bajo la categoría de "Sistemas de Recolección, Tratamiento, Reutilización y Eliminación de las Aguas Servidas".

### Aire
Los problemas más evidentes de la calidad del aire, asociados con la recolección y eliminación de los desechos sólidos, son el polvo, los olores y el humo. Pueden surgir problemas menos obvios de la calidad del aire cuando la biodegradación de materiales peligrosos en los desechos sólidos resulta en la liberación de gases orgánicos volátiles y potencialmente tóxicos. Por la mayor parte, el seguir buenas prácticas de diseño y operación puede minimizar estos impactos.
El problema de la calidad del aire que más se asocia con la recolección de basura es el polvo creado durante la operación del cargado. El nivel de polvo creado depende mayormente del método de recolección elegido. El polvo es primordialmente una molestia y un irritante ocular; sin embargo, puede también llevar microorganismos patógenos que podrían ser inhalados al entrar en el aire.
Emite un olor típicamente putrefacto el sulfuro de hidrógeno y los demás gases creados por la biodegradación anaeróbica de desechos en un botadero abierto o relleno sanitario. En contraste, una planta de abono diseñada de tal manera que la biodegradación ocurra mediante mecanismos aeróbicos, emite un olor a tierra, generalmente inofensivo. Si la planta de abono no es operado correctamente y se producen condiciones anaeróbicas, sin embargo, puede resultar un olor fétido.
La quema en un sitio de eliminación puede darse debajo de la tierra y en la superficie. Una vez que comienza a quemarse un botadero por debajo de la tierra, puede continuar durante décadas, o hasta que se implemente métodos de relleno sanitario (incluyendo la recolección y ventilación de gases).

## Problemas socioculturales

### Cooperación pública
Al diseñar un sistema de recolección de desechos sólidos, se debe considerar los problemas socioculturales, a fin de maximizar la cooperación pública y así minimizar los costos. Para esto realizaremos la recolección de los desechos de manera frecuente.
Por ejemplo, la recolección en la acera solamente puede ser empleada en barrios donde los residentes pueden afrontar el gasto de los recipientes apropiados para ser depositados en la vereda (p.ej. fundas de plásticos o basureros metálicos). Al emplear recipientes comunitarios para la recolección, se debe diseñar la distancia y dirección que tendrán que caminar los residentes para descargar sus desechos sólidos, para adecuarlas a su rutina normal. Donde la tarea de llevar la basura al recipiente comunal se asigna normalmente a los niños, se debe diseñar correctamente su altura o proporcionar gradas hasta la apertura del recipiente.

### Frecuencia de la recolección
Frecuencia con que recogen la basura viene a ser el servicio de disposición de residuos ordinarios, que consiste en la recepción de los residuos procedentes de hogares y vías públicas en un horario establecido, con el fin de ser aprovechados, recuperados, tratados y dispuestos adecuadamente, minimizando los impactos ambientales aplicando las tecnologías adecuadas disponibles.

### Basura y basureros clandestinos
La mayoría de las organizaciones de servicio para desechos sólidos dan alta prioridad a la entrega del servicio de recolección. Por otro lado, dan baja prioridad a la educación y coacción del comportamiento público en relación a los reglamentos ambientales. El resultado es que la organización de servicio desperdicia tiempo y dinero intentando compensar por el comportamiento poco colaborador por parte de algunos residentes, mediante la entrega de servicios extras.
Claramente, se requiere más tiempo y dinero (un cálculo común es de tres a diez veces más), para recoger basura esparcida por los caminos o descargada en forma clandestina en los lotes baldíos. Además, si los desechos descargados ilegalmente son materiales potencialmente peligrosos (p.ej. aguas negras bombeadas o desechos de procesamiento industrial), pueden ser significativos los impactos ambientales. Por lo tanto, el asignar un mayor presupuesto a la educación, vigilancia y coacción, es invertir bien el dinero.

### Zonas marginales
En las zonas marginales de las ciudades, donde se ha dado la inmigración del campo e invasión de los terrenos baldíos, es difícil brindar un servicio de recolección de basuras. El acceso por camino es difícil para los vehículos recolectores de basura, y es posible que los residentes no sepan como cooperar con el sistema de recolección. Es más, donde los residentes son invasores que no pagan impuestos al predio, puede haber menos compromiso político para brindar dicho servicio.
Debido a estas condiciones comunes en las zonas marginales, es normal ver la eliminación clandestina de desechos en su periferia, así como en lotes baldíos entre las casas. Al acumularse los montones de basura, es común que los residentes los quemen de noche. Se debe buscar una comprensión de las prácticas actuales de la comunidad, y realizar intentos a nivel de base para educar a los residentes en la necesidad de eliminar apropiadamente la basura, ayudándoles en lo posible a establecer sistemas de manejo de basura relativamente autosuficientes.

## Costo de recolección
El servicio de recolección en la mayoría de los países en desarrollo, consume un 30 a 60% de las rentas municipales disponibles. En muchos casos, estos costos pueden ser reducidos en un 30 a 50%. Los gastos excesivos para el servicio de recolección le resta recursos financieros limitados a las demás necesidades urbanas, como la educación pública. Este problema puede ser superado dando una adecuada atención a lo siguiente en la fase del diseño:
- Inspección de la entrega del servicio.
- Supervisión de los trabajadores de recolección.
- Selección de técnicas apropiadas de recolección.
- Optimización del tamaño de los equipos de trabajo.
- Planificación de las rutas.
- Limitación del traslado directo a distancias económicamente viables.
- Minimización del tiempo de baja de los vehículos para reparaciones.

## Ubicación de las instalaciones
Al diseñar un sistema de eliminación de desechos sólidos, surgen problemas socioculturales, especialmente en la ubicación de las instalaciones, que debe conformar con el plan regulador. La ubicación debe proporcionar suficiente área para la zona de protección como para minimizar los impactos estéticos. Se debe dar consideración a la proximidad a las urbanizaciones (debido a los impactos del ruido y tránsito de camiones, así como la migración de gases), la dirección prevaleciente del viento (por el polvo, olor y humo), y el flujo de las aguas subterráneas (debido a los pozos de agua potable y las aguas superficiales receptores).

### Recirculación
Para un número significativo de pobres urbanos en los países en desarrollo, la recuperación de materiales secundarios es su principal fuente de ingresos. Esto se da primordialmente como sigue:
- Trabajadores del sector informal van de puerta en puerta comprando ropa usada, papel, botellas, etc
- Trabajadores de recolección de basuras rebuscan entre los desechos recibidos en su ruta
- Colectores (basureros) rebuscan entre los desechos llevados a los sitios de descarga en tierra

Toda esta gente ocupada en la recuperación de materiales, vende sus materiales recirculables a agentes industriales. Estos agentes los seleccionan, procesan y almacenan según las especificaciones de compra de las industrias. Cualquier cambio en el sistema de recolección o eliminación que podría obstaculizar la recuperación de materias secundarias, tendría un grave impacto sobre el uso de materiales y energía por parte de las industrias locales.
Normalmente la red de recirculadores del sector informal posee una fuerte organización, a pesar de su naturaleza aparentemente informal. Por ejemplo, los trabajadores basureros suelen pertenecer a un sindicato, y los colectores en los sitios de eliminación pertenecen a una unión o cooperativa. Por lo tanto, es probable que cualquier cambio planificado en el sistema de recolección o eliminación que obstaculice la recuperación de materiales, sea sujeto al sabotaje por parte de dicha red, salvo que estos sean actores activos del proceso.

## Otros problemas especiales

### Migración de gases del relleno
El gas del relleno proviene de la descomposición de los desechos en un sitio de descarga en tierra. A menos que se encuentren instalados y operando sistemas competentes de control de gases en el sitio de eliminación, el gas del relleno puede migrar debajo de la tierra por las vías de menos resistencia en la zona no saturada (en una inclinación hacia arriba o hacia abajo).
El gas del relleno puede acumularse en los sótanos de los edificios que se encuentren en su vía de migración. Puesto que contiene elevadas concentraciones de metano, es potencialmente explosivo. También puede contener gases orgánicos potencialmente tóxicos.

### Control de la lixiviación
Idealmente, un relleno de desechos sólidos es ubicado en una área donde la permeabilidad del suelo subyacente es muy reducida, su naturaleza mitiga los constituyentes químicos disueltos, y los usos de las aguas receptoras subterráneas o superficiales no serían afectados mayormente por su contaminación. Cuando prevalecen condiciones menos ideales en el sitio, el diseño puede incluir la colocación y compactación de una capa de suelo arcilloso relativamente impermeable entre la base del relleno y la primera capa de desechos sólidos.
Cuando la naturaleza del desecho o del sitio requiera la recolección de la lixiviación, se debe considerar el problema de tratamiento y control. De ser posible, la lixiviación recolectada debe ser descargada en la alcantarilla más cercana para ser manejada como parte del sistema de tratamiento de aguas servidas del área. Si no hay alcantarillas ubicadas en las cercanías del relleno, se debe efectuar un tratamiento local por mecanismos biológicos y de sedimentación. Se debe considerar la recirculación de la lixiviación tratada, de vuelta al sistema del relleno.

### Desechos médicos y tóxicos
En la mayoría de las ciudades que se encuentran en los países en desarrollo, no existe una recolección separada para los desechos médicos, los trabajadores de recolección carecen de protección especial para el manejo de los desechos médicos, y los vehículos no reciben ninguna limpieza especial. Los desechos médicos son descargados junto con otra basura en los sitios de eliminación municipal sin ninguna medida especial para proteger a los trabajadores o rebuscadores en el sitio de eliminación. Es más, en sitios donde se permite pastar a los animales domésticos, existe el riesgo de la reintroducción de microorganismos en la cadena alimenticia.
En cierta medida, los desechos tóxicos son recolectados de manera similar, sin advertencias, en la ruta normal de los recolectores de basura. Sin embargo, es más común que los desechos tóxicos sean llevados a los sitios municipales de descarga por las industrias en sus propios camiones. La mayoría de los sitios de eliminación en los países en desarrollo carecen de acceso limitado, ni tampoco los supervisores del sitio de eliminación mantienen registro alguno de la naturaleza y el volumen de los desechos recibidos. Los desechos son descargados en el mismo lugar de trabajo como basura normal. Puesto que no existe supervisión, los trabajadores o rebuscadores no reciben ninguna advertencia de los potenciales peligros a fin de que se protejan. Tampoco existen medidas especiales en el sitio de eliminación, a fin de controlar los peligros que presentan los desechos tóxicos para el ambiente natural.

## Alternativas
Para varios aspectos de un proyecto para el manejo de los desechos sólidos, existen tecnologías o métodos de operación alternativos y apropiados.

### Recolección
- Reducción de desechos en la fuente
- Sistemas autosuficientes de manejo local de desechos
- El equipo incluye: carretilla, carreta, tractor, y camión
- Sistemas comunitarios de recipientes estacionarios
- Sistemas comunitarios de recipientes portátiles
- Sistemas de recolección en las aceras desde recipientes cargables
- Sistemas de recolección por manzanos con la cooperación de los residentes
- Recolección separada para materiales potencialmente peligrosos

### Eliminación
- Reducción de desechos en la fuente
- Relleno sanitario (es decir, diseñar la construcción de células para los desechos)
- Relleno sanitario con control de gases y de lixiviación
- Recuperación y utilización de los gases del relleno
- Incineración con control de la contaminación del aire
- Quema masiva con recuperación energética y control de la contaminación del aire
- Producción de combustibles derivados de la basura
- Producción de abono
- Zona separada de eliminación en un relleno sanitario o sitio de descarga aparte para desechos de la construcción o demolición, basuras voluminosas y neumáticos
- Descarga separada para materiales potencialmente peligrosos
- Retener y alimentar las aguas bombeadas de alcantarilla, en instalaciones de tratamiento de aguas servidas, donde existen, o facilitar su eliminación en forma aparte
- Incineración separada para los desechos médicos

### Recirculación
- Aumentar la durabilidad de los productos
- Segregación en la fuente de materiales recirculables
- Selección manual o mecanizada de materiales recirculables en estaciones de transferencia e instalaciones de descarga
- Incentivos financieros para iniciativas de recirculación del sector privado
- Renovación y refabricación de productos durables
- Modificar las especificaciones de adquisición, dando mayores oportunidades a productos hechos de materiales recirculables